# Takuro Nishimura
Takuro Nishimura (西村 卓朗 Nishimura Takuro?, nacido el 15 de agosto de 1977 en Tokio) es un exfutbolista japonés. Jugaba de defensa y su último club fue el Consadole Sapporo de Japón.

## Trayectoria

### Clubes
| Club                     | País           | Año         |
| ------------------------ | -------------- | ----------- |
| Urawa Reds               | Japón          | 2001 - 2004 |
| Omiya Ardija             | Japón          | 2004 - 2008 |
| Portland Timbers         | Estados Unidos | 2009        |
| Crystal Palace Baltimore | Estados Unidos | 2010        |
| Consadole Sapporo        | Japón          | 2011        |

## Estadística de carrera

### Clubes
| Club              | Año   | Liga  | Liga  | Copa J. League | Copa J. League | Copa del Emperador | Copa del Emperador | Total | Total |
| Club              | Año   | Part. | Goles | Part.          | Goles          | Part.              | Goles              | Part. | Goles |
| ----------------- | ----- | ----- | ----- | -------------- | -------------- | ------------------ | ------------------ | ----- | ----- |
| Urawa Reds        | 2001  | 0     | 0     | 0              | 0              | 0                  | 0                  | 0     | 0     |
| Urawa Reds        | 2002  | 0     | 0     | 0              | 0              | 0                  | 0                  | 0     | 0     |
| Urawa Reds        | 2003  | 0     | 0     | 0              | 0              | 0                  | 0                  | 0     | 0     |
| Urawa Reds        | 2004  | 0     | 0     | 0              | 0              | 0                  | 0                  | 0     | 0     |
| Omiya Ardija      | 2004  | 15    | 0     | -              | -              | 3                  | 0                  | 18    | 0     |
| Omiya Ardija      | 2005  | 31    | 1     | 8              | 1              | 4                  | 0                  | 43    | 2     |
| Omiya Ardija      | 2006  | 12    | 0     | 4              | 0              | 1                  | 0                  | 17    | 0     |
| Omiya Ardija      | 2007  | 24    | 0     | 5              | 0              | 0                  | 0                  | 29    | 0     |
| Omiya Ardija      | 2008  | 0     | 0     | 1              | 0              | 0                  | 0                  | 1     | 0     |
| Consadole Sapporo | 2011  | 1     | 0     | -              | -              | 1                  | 0                  | 2     | 0     |
| Total             | Total | 83    | 1     | 18             | 1              | 9                  | 0                  | 110   | 2     |

## Palmarés

### Títulos nacionales
| Título         | Club       | País  | Año  |
| -------------- | ---------- | ----- | ---- |
| Copa J. League | Urawa Reds | Japón | 2003 |